# Євстигнєєв Кирило Олексійович
Євстигнє́єв Кири́ло Олексі́йович (рос. Евстигнеев Кирилл Алексеевич; 4 (17) лютого 1917 — 29 серпня 1996) — радянський військовий льотчик, двічі Герой Радянського Союзу (1944, 1945), у роки німецько-радянської війни командир ескадрильї 240-го/178-го гвардійського Червонопрапорного ордена Богдана Хмельницького винищувального авіаційного полку 14-ї гвардійської Кіровоградсько-Будапештської Червонопрапорної ордена Суворова винищувальної авіаційної дивізії (3-й гвардійський Ясського Червонопрапорний ордена Суворова винищувальний авіаційний корпус 5-ї повітряної армії). Генерал-майор авіації (1966).

## Біографія
Народився 4 (17) лютого 1917 року в присілку Хохли (нині Шуміхинський район Курганської області) в селянській родині. Росіянин.
Закінчив 7 класів залізничної школи. У 1934 році переїхав до Челябінська, де навчався у ФЗУ на токаря. З 1936 року почав трудову діяльність на Челябінському дослідному заводі, згодом — на Челябінському тракторному заводі. Одночасно навчався в Челябінському аероклубі.
У вересні 1938 року призваний до лав РСЧА. У 1941 році закінчив Бірмську військову авіаційну школу пілотів, залишений при школі льотчиком-інструктором.
Учасник німецько-радянської війни з березня 1943 року. Воював у складі 178-го гвардійського (240-го) винищувального авіаційного полку 5-ї повітряної армії. Протягом липня-листопада 1943 року здійснив 144 бойових вильоти, в яких збив особисто 23 та в складі групи 3 літаки ворога.
До жовтня 1944 року здійснив 227 бойових вильотів, провів 114 повітряних боїв, у яких сбив особисто 46 та 3 в групі літаки супротивника.
Всього за роки війни здійснив 283 бойових вильоти, збив особисто 53 та в складі групи 3 літаки ворога.
У повоєнний час обіймав посаду командира винищувального авіаційного полку. У 1949 році закінчив льотно-тактичні курси, у 1955 році — Військово-повітряну академію.
З 1955 по 1958 роки був начальником штабу школи перепідготовки льотного складу в місті Фрунзе.
У 1960 році закінчив Військову академію Генерального штабу ЗС СРСР. Послідовно обіймав посади начальника штабу Качинського ВВАУЛ, начальника оперативного відділу штабу ВПС Північно-Кавказького військового округу, заступника командувача 73-ї повітряної армії (м. Київ), начальника штабу ВПС ПКВО, першого заступника командувача ВПС ПКВО, в Управлінні навчальних закладів Головного штабу ВПС СРСР. З жовтня 1972 року — в запасі.
Мешкав у Москві, де й помер 29 серпня 1996 року. Похований на Кунцевському цвинтарі.

## Нагороди
Указом Президії Верховної Ради СРСР від 2 серпня 1944 року за мужність, відвагу і героїзм, проявлені на фронті боротьби з німецько-фашистськими загарбниками, старшому лейтенантові Євстигнєєву Кирилу Олексійовичу присвоєне звання Героя Радянського Союзу з врученням ордена Леніна і медалі «Золота Зірка» (№ 2284).
Указом Президії Верховної Ради СРСР від 23 лютого 1945 року командирові ескадрильї 178-го гвардійського винищувального авіаційного полку (14-а гвардійська винищувальна авіаційна дивізія, 3-й гвардійський винищувальний авіаційний корпус, 5-а повітряна армія, 2-й Український фронт) гвардії капітанові Євстигнєєву Кирилу Олексійовичу присвоєне звання двічі Героя Радянського Союзу з врученням другої медалі «Золота Зірка» (№ 4039).
Нагороджений орденом Леніна (02.08.1944), чотирма орденами Червоного Прапора (30.09.1943, 28.10.1943, 1945, ?), орденами Суворова 3-го ступеня (02.10.1943), Вітчизняної війни 1-го (11.03.1985) та 2-го (30.04.1943) ступенів, Червоної Зірки (1953), медалями та іноземними нагородами, у тому числі й орденом Британської імперії 5-го класу (1944).

## Твори
- Евстигнеев К. А. Крылатая гвардия. — М.: Воениздат, 1982 [Архівовано 2 січня 2014 у Wayback Machine.](рос.)

## Пам'ять
Бронзове погруддя К. О. Євстигнєєва встановлено в місті Шуміха Курганської області.
Меморіальні дошки встановлено в містах Курган (будівля Курганської організації РОСТО) та Шуміха (школа № 2).